# Opata Zoltán
Opata Zoltán, Patai, Ormos (Budapest, 1900. szeptember 24. – Budapest, 1982. május 19.) válogatott labdarúgó, csatár, majd edző.

## Pályafutása

### Klubcsapatban
1920-ban mutatkozott be az MTK csapatában, ahol 1934-ig szerepelt egy miskolci kitérő leszámítva (1929–30), amikor az Attila FC csapatában játszott. Az MTK-ban 144 bajnoki mérkőzésen lépett pályára és 57 gólt szerzett.

### A válogatottban
1922 és 1930 között 17 alkalommal szerepelt a válogatottban és 6 gólt szerzett. Tagja volt az 1924-es párizsi olimpián részt vevő csapatnak.

### Edzőként
1936-ban a berlini olimpián szereplő magyar amatőr válogatott szakvezetője volt. 1941-45 között a Kolozsvári AC, 1946-47-ben az Arad ITA, 1947-ben az FTC, 1950 és 1951 között a Bp. Dózsa, 1952-ben a Csepel, 1957-58-ban a Górnik Zabrze vezetőedzője volt.

## Sikerei, díjai
- Magyar bajnokság

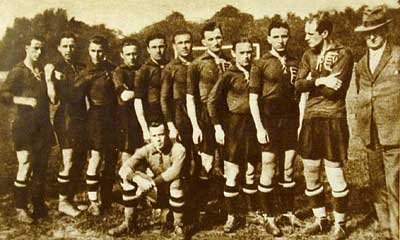
Fogl Károly, Opata Zoltán, Hirzer Ferenc, Jeny Rudolf, Eisenhoffer József, Guttmann Béla, Mándi Gyula, Obitz Gábor, Braun József, Orth György, Kiss Gyula.

  - bajnok: 1920–21, 1921–22, 1922–23, 1923–24, 1924–25, 1928–29
  - 2.: 1925–26, 1927–28, 1930–31, 1932–33
  - 3.: 1926–27, 1931–32
- Magyar kupa
  - győztes: 1923, 1925
- Mesteredző (1961)

## Statisztika

### Mérkőzései a válogatottban
| Magyarország | Magyarország         | Magyarország                    | Magyarország      | Magyarország | Magyarország  | Magyarország          | Magyarország | Magyarország |
| #            | Dátum                | Helyszín                        | Hazai             | Eredmény     | Vendég        | Kiírás                | Gólok        | Esemény      |
| ------------ | -------------------- | ------------------------------- | ----------------- | ------------ | ------------- | --------------------- | ------------ | ------------ |
| 1.           | 1922. április 30.    | Budapest, Hungária körúti pálya | Magyarország      | 1 – 1        | Ausztria      | barátságos            | -            |              |
|              | 1922. augusztus 27.  | Lipcse                          | Közép-Németország | 3 – 5        | Magyarország  | barátságos            | -            | Gól          |
| 2.           | 1923. szeptember 23. | Budapest, Hungária körúti pálya | Magyarország      | 2 – 0        | Ausztria      | barátságos            | -            |              |
| 3.           | 1924. április 6.     | Budapest, Hungária körúti pálya | Magyarország      | 7 – 1        | Olaszország   | barátságos            | 1            | 70'          |
| 4.           | 1924. május 4.       | Budapest, Hungária körúti pálya | Magyarország      | 2 – 2        | Ausztria      | barátságos            | -            |              |
| 5.           | 1924. május 18.      | Zürich, Sportplatz Förrlibuck   | Svájc             | 4 – 2        | Magyarország  | barátságos            | 1            | 46' 72'      |
| 6.           | 1924. május 26.      | Párizs, Bergeyre-pálya (FRA)    | Magyarország      | 5 – 0        | Lengyelország | olimpia, első forduló | 1            | 70' 72'      |
| 7.           | 1924. május 29.      | Párizs, Stade-Paris pálya (FRA) | Egyiptom          | 3 – 0        | Magyarország  | olimpiai nyolcaddöntő | -            |              |
| 8.           | 1924. június 4.      | Le Havre                        | Franciaország     | 0 – 1        | Magyarország  | barátságos            | -            |              |
| 9.           | 1925. május 21.      | Budapest, Hungária körúti pálya | Magyarország      | 1 – 3        | Belgium       | barátságos            | -            | 46'          |
| 10.          | 1925. október 4.     | Budapest, Üllői úti pálya       | Magyarország      | 0 – 1        | Spanyolország | barátságos            | -            | 24'          |
| 11.          | 1925. november 8.    | Budapest, Üllői úti pálya       | Magyarország      | 1 – 1        | Olaszország   | barátságos            | -            |              |
| 12.          | 1926. november 14.   | Budapest, Üllői úti pálya       | Magyarország      | 3 – 1        | Svédország    | barátságos            | 1            | 30'          |
| 13.          | 1926. december 19.   | Vigo                            | Spanyolország     | 4 – 2        | Magyarország  | barátságos            | 1            | 36'          |
| 14.          | 1927. április 10.    | Bécs, Hohe Warte                | Ausztria          | 6 – 0        | Magyarország  | barátságos            | -            | 42'          |
| 15.          | 1927. április 24.    | Prága, Sparta-pálya             | Csehszlovákia     | 4 – 1        | Magyarország  | barátságos            | -            |              |
| 16.          | 1927. június 12.     | Budapest. Üllői úti pálya       | Magyarország      | 13 – 1       | Franciaország | barátságos            | -            | 87'          |
| 17.          | 1930. május 11.      | Budapest, Üllői úti pálya       | Magyarország      | 0 – 5        | Olaszország   | Európa-kupa           | -            |              |
|              | Összesen             |                                 |                   | 17           | mérkőzés      |                       | 6            | gól          |

### Mérkőzése az olimpiai válogatott edzőjeként
| Magyarország | Magyarország       | Magyarország              | Magyarország  | Magyarország | Magyarország | Magyarország          | Magyarország | Magyarország |
| #            | Dátum              | Helyszín                  | Hazai         | Eredmény     | Vendég       | Kiírás                | Gólok        | Esemény      |
| ------------ | ------------------ | ------------------------- | ------------- | ------------ | ------------ | --------------------- | ------------ | ------------ |
|              | 1936. augusztus 5. | Berlin, Poststadion (GER) | Lengyelország | 3 – 0        | Magyarország | olimpia, első forduló | -            |              |
|              | Összesen           |                           |               | 0            | mérkőzés     |                       | 0            | gól          |